# 新安德伍德 (南达科他州)
新安德伍德（英語：New Underwood）是美国南达科他州下属的一座城市。根据2010年美国人口普查，该市有人口672人。论人口在本州排行第92。